# پیتر اوپکارد
پیتر اوپکارد (انگلیسی: Peter Oppegard؛ زادهٔ ۲۳ اوت ۱۹۵۹) اسکیت‌باز نمایشی اهل ایالات متحده آمریکا است.